# كيتسشر
كيتسشر (بالألمانية: Kitzscher) هي بلدة ألمانية تقع في ألمانيا في ساكسونيا.  يقدر عدد سكانها بـ 5,905 نسمة .